# Vaccinium halconense
Vaccinium halconense är en ljungväxtart som beskrevs av Elmer Drew Merrill. Vaccinium halconense ingår i Blåbärssläktet, och familjen ljungväxter. Inga underarter finns listade i Catalogue of Life.